# Ummo
Ummo seria el nom d'un exoplaneta del qual hipotèticament procediria la civilització ummita que hauria entrat en contacte amb persones de la Terra. La informació va arribar en forma de documents i lletres enviades a grups de persones creients en el fenomen ovni i va gaudir d'una certa popularitat a Espanya i França en les dècades de 1960 i 1970.
Amb posterioritat, a mitjan dècada de 1990, José Luis Jordán Peña va confessar ser el creador i instigador d'aquest frau.
Malgrat les declaracions de Jordán Peña, encara resta grups de creients, com el bolivià Hijas de Ummo. Un altre grup, Ummo sciences, afirma seguir un mètode científic més rigorós. Una persona del grup proclama haver desxifrat el llenguatge d'Ummo, i que és diferent de qualsevol altre de terrestre.

## El «Cas Ummo»

### Detalls dels fets
Segons l'historiador Mike Dash el cas Ummo va començar el 6 de febrer de 1966, a Madrid.
Segons les lletres rebudes, aquests éssers afirmaven venir de la planeta UMMO, una planeta en òrbita al voltant de l'estel nana vermella Wolf 424 (situada en la constel·lació Virgo) i s'autodenominaven OEMII (homes d'Ummo) en la seva pròpia llengua. Ells mateixos aclarien en les seves lletres els equivalents fonètics en el seu idioma de qualsevol paraula que els semblés necessari. Així, relataven en els seus reports com havien arribat a la Terra un 28 de març de 1950 aterrant molt prop de la Javie en els Baixos Alps francesos. Allà es van posar en contacte amb els primers humans, disfressats perquè no els reconeguessin i van començar a investigar sobre la planeta: costums, cultura, llenguatge, etc. Temps després, començarien les famoses lletres a diferents persones a de tot el món, on explicaven diferents aspectes científics de llur planeta, llur tecnologia i llur societat. Alguns exemples dels molts documents existents al llarg del temps:
- Sobre llur planeta: procedim d'un astre solidificat les característiques geològiques externes del qual difereixen una miqueta de les de la TERRA. El fonema tòpic amb què designem al nostre "OYAA", pot transcriure's amb l'ortografia en idioma català: UMMO.

La seva morfologia pot assimilar-se a un el·lipsoide de revolució els radis de la qual són: 
 Màxim R = 7251,608×103 m. Mínim r = 7016,091×103 m. 
 La massa global és: M(ummo) = 9,36×1024 kg. 
 Inclinació respecte a la normal al plànol de la eclíptica: 18º 39' 56,3" (pateix una variació periòdica de 19'8 segons sexagesimals d'arc). 
 Acceleració de la gravetat: g = 11,9 m/s². 
 Rotació sobre el seu eix: 30,92 h (nosaltres mesurem en UIW. 30,92 h = 600 UIW) (equival a 1 XII.)
- Sobre les seves naus espacials: el perfil de la nostra UEWA no té menester d'adoptar les formes que a la tecnologia aeronàutica terrestre mostren un elevat coeficient balístic (formes ogivals etc.) que la seva esveltesa és necessària per a aconseguir grans velocitats en el si d'un fluid viscós. Això és a causa que la nostra tècnica de desplaçament és radicalment diferent dels embrionaris mètodes usuals a la planeta Terra. El desplaçament en la seva trajectòria més àmplia es verifica en un quadre tridimensional diferent del que ens és familiar en el WAAM (COSMOS). La nostra base propulsora, a més de diferir de les que coneixeu gaudeix d'una capacitat energètica superior a aquelles previstes als vostres futurs programes espacials.
- Sobre el seu missatge: fins al present, els comptats casos en què els seus germans de la Terra van arribar a publicar alguns fragments dels nostres reports, el ressò dels quals ha estat escàs i, per tant, no perillós per a nosaltres. No hi ha raó de pensar que aquells que hem enviat constituiran cap excepció si complim l'esperit més que la lletra dels nostres precs. Però si malgrat tot decidíreu de publicar-los algun dia i observéssiu una reacció d'excessiva curiositat, us preguem de compensar amb la vostra actitud d'aparent escepticisme o incredulitat aquella postura. Ja que mai no hem demanat res per a fornir-vos aquests reports, confiem en la vostra honorabilitat i en les vostres valors morals.
- Sobre l'origen de les espècies: els hem indicat que un factor denominat per nosaltres BAAYIODUU (en realitat una cadena d'àtoms de Criptó) presenta una doble missió: emmagatzema a partir de la generació del WAAM (cosmos) en el si dels éssers vius una informació codificada de tots els possibles éssers orgànics que conté, i capta informació en el medi ecològic circumdant: compara tal informació amb aquella citada anteriorment, i si s'escau, podrà provocar una nova mutació que donarà lloc a un ésser viu nou (que ja havia estat concebut en el codi precedent)
- Sobre Déu: WOA (Déu) existeix: (amb el significat que atribuïu al verb existir) […] L'essència de WOA no sofreix cap evolució.

 És aquesta mateixa essència que comprèn la possibilitat de la idea de dimensió, puux que aquesta dimensionalitat no pot afectar el seu ésser com un atribut íntim, perque la dimensionalitat porta aparellada la mutabilitat i WOA no podria imposar-s'hi canvis i, per tant, limitacions. Puix que les idees de WOA han de posseir realitat, ha de ser creada sempre que no sigui incompatible amb l'íntima essència de WOA. Quantes realitats existeixen? La resposta és simple: tantes com coexisteixen idees no incompatibles en la ment de WOA.[6]

L'afer Ummo també va tenir certa repercussió a França, on destacaria l'opinió escèptica de Dominique Caudron. Curiosament molta de l'avançadíssima tecnologia descrita per ells, especialment la 'oawooleaidaa' o canvi de coordenades dimensionals (els "ibozoo uu" o eixos dimensionals), apareix mot per mot (encara que amb un altre nom) en les obres de J. J. Benítez de la saga Cavall de Troia: en aquest darrer cas s'usa per a viatjar pel temps. D'acord amb Jacques Vallée, els documents d'Ummo tenen similituds amb el món fictici creat per Borges en el conte «Tlön, Uqbar, Orbis Tertius».

### Detractors
Els entesos en el fenomen UMMO atribuïen als ummites certes característiques distintives. Es comunicaven amb els terraqüis per procediments senzills i el seu comportament era un pèl contradictori. La seva falsedat era tan difícilment demostrable com la seva autenticitat.

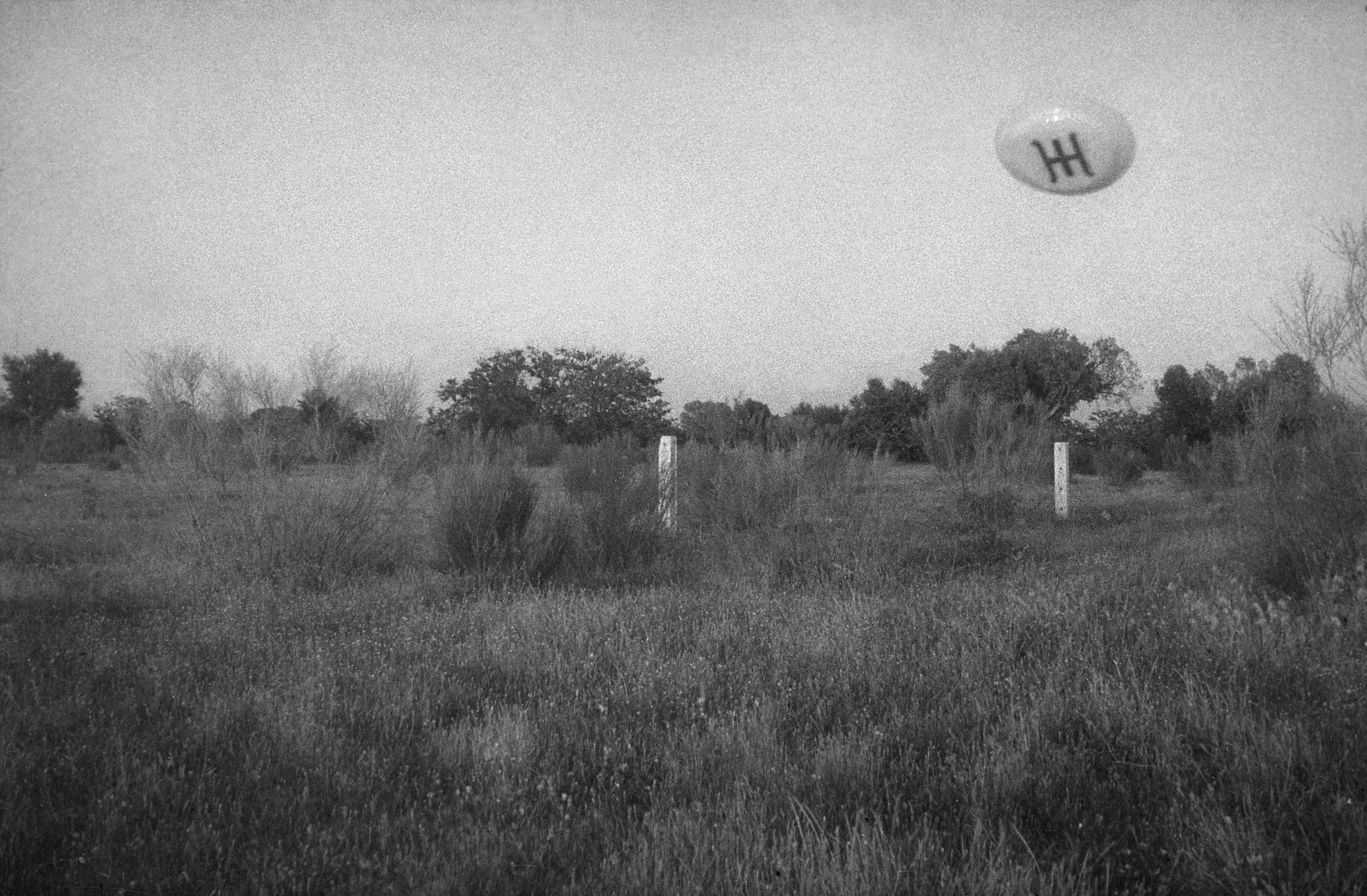
Última de les cinc fotografies realitzades l'1 de juny de 1967 a San José de Valderas, a Madrid (Espanya)

Durant els anys 60 a Espanya es van reportar alguns albiraments d'ovnis en les localitats de Cubelles i Cunit on s'haurien registrat fotogràficament els platerets, amb el símbol ummita en la seva panxa. Aquests havien estat vists, segons els vilatans, per moltes persones. No obstant, els únics testimonis declarats van ser Josep Marcillas i Víctor Lora. Més endavant va haver-hi també un suposat aterratge a Sitges, que hauria deixat una sèrie de petjades en el lloc d'aterratge.
Després d'aquests albiraments es va començar a popularitzar aquest símbol, convertint-se en signe d'autenticitat per a qualsevol albirament d'ovnis al llarg dels anys.
L'any 1996, producte de llargues recerques per part d'ufòlegs espanyols es va aconseguir trobar la clau de tots aquests albiraments. José Luis Jordán Peña, psicòleg que va arribar a ser vicepresident de la Societat Espanyola de Parapsicologia, era el denominador comú, directe o indirectament, per a tots aquests esdeveniments. Segons els documents, fotografies i altres proves relacionats amb la gènesi d'UMMO als quals havien tingut accés, aquest home resultava l'únic responsable del suposat frau, encara que va comptar amb diversos col·laboradors esporàdics.

Va confessar davant la policia els detalls del frau que va dur a terme per gairebé 30 anys: Volia inspirar amb aquest fonosimbolisme la falsedat del seu contingut: 
| « | UMMO evoca a Humo. Vaig escollir al atzar l'estrella Wolf 424 ja que mel meu objectiu real no era desenvolupar un món extraplanetari creïble. […] Redactava els informes els dissabtes i diumenges a la tarda, i aprofitava els meus viatges a l'estranger per a enviar des d'allà les cartes. […] Vam utilitzar la maqueta penjada d'un fil de niló molt prim. Vam utilitzar una velocitat molt ràpida 1/1000 perquè el platet i el fons de la foto surtissin igual d'enfocats, i el platet semblés més gran. Vaig arribar a entrevistar persones que deien haver vist el platet, però que no rebien la meva remuneració. […] Em vaig començar a indignar en veure que la secta Edelweiss marcava a foc amb el meu símbol a nens. I després vaig rebre una invitació anònima des de Cuba, per a assistir a no sé quina reunió ummita a casa de Joaquín Farriols, així que vaig decidir tallar l'experiment que portava fent 25 anys. […] Estic penedit d'haver creat un experiment immoral que s'ha tornat contra mi. | » |

En aquest paràgraf existeix una afirmació incoherent: està contradient l'òptica; una velocitat d'obturació molt ràpida implica una major obertura del diafragma i, per tant, una menor profunditat de camp, la qual cosa no afavoreix el que tots dos, maqueta propera i fons llunyà apareguin igualment enfocats, com sembla indicar Jordán Peña, sinó tot el contrari, la qual cosa demostraria que, a més de fabulador, sembla tenir escassos coneixements de fotografia.
| « | […] Vam utilitzar una velocitat molt ràpida 1/1000 perquè el platet i el fons de la foto sortissin més o menys igual d'enfocats... | » |

### A favor
El famós albirament de San José de Valderas (un barri de la localitat madrilenya de Alcorcón), estudiat per Antonio Ribera, que contenia elements suficients com per sostenir un dubte raonable, com:
- Anàlisi de les fotografies preses a San José de Valderas per l'antiga Prefectura de Recerca i Criminalística de la Guàrdia Civil, amb dictamen positiu.[12]
- L'atribució de Jordán Peña com a autor del cas Ummo està molt discutida.[13]
- Diversos investigadors com Javier Ruz o Manuel Carballal han parlat directament d'una operació dels serveis secrets o un experiment sobre els límits del control mental.[14]
- Testimoniatge d'un pilot comercial sobre l'albirament d'un objecte volador no identificat («tràfic aeri no identificat») que ostentava el símbol atribuït a Ummo.[15]
- L'investigador espanyol Juan José Benítez va assegurar en una entrevista que li van realitzar a Mèxic que creu que el fenomen Ummo va ser real: "Jo crec que hi ha una part del fenomen Ummo que podria ser certa, és a dir, algun tipus de civilització que no sabem, no coneixem, es posa en contacte amb una sèrie de persones en els anys seixanta, transmeten una sèrie de coneixements científics i es deixen veure amb unes naus que tenen en la part inferior, en la panxa, un símbol, una espècie d'H que segons ells simbolitzaria el seu món, aquí després es barreja això amb la realitat d'algunes persones que intenten manipular el fenomen, que creen informes falsos, que creen cartes falses i llavors tot s'enfosqueix, però el fenomen jo crec que va ser real o és real".

La veritat és que mai, en tots els seus suposats contactes, els ummites van donar una sola prova sòlida de la seva existència, com podria haver estat l'explicació detallada del seu sistema de propulsió o de la seva geometria de l'espai o, almenys, dels seus utensilis casolans que, deien, diferien moltíssim dels terrestres, quedant tot a l'altura del que podria arribar a imaginar un escriptor de ficció mediocre i oportunista.